# Palauanie
Palauanie (Palau, Belau) – rdzenna ludność Palau, odłam Mikronezyjczyków. W 1996 roku ich liczebność wynosiła 15,7 tys. osób.
Posługują się językiem palau z wielkiej rodziny austronezyjskiej oraz językiem angielskim, który odgrywa dużą rolę w edukacji.
Struktura społeczna Palauan opiera się na rodach matrylinearnych. Do ich tradycyjnych zajęć zalicza się rybołówstwo oraz uprawa palmy kokosowej, trzciny cukrowej i taro.
Palauanie wyznają w większości chrześcijaństwo (41% katolicyzm, 25% protestantyzm) oraz lokalną synkretyczną religię opartą na tradycyjnych wierzeniach (ok. 30%).